# ジョー・パイファー
ジョー・パイファー（Joe Pyfer、1996年9月17日 - ）は、アメリカ合衆国の男性総合格闘家。ニュージャージー州バインランド出身。チーム・バランス所属。

## 来歴
両親から虐待を受けるなど荒んだ家庭環境で育つ。その影響でパイファーはうつ病を発症し、同時に攻撃的な性格となり学校では喧嘩に明け暮れ、また自殺願望や薬物乱用にも苦しんだ。4歳から格闘技のトレーニングを始め、ボクシング、柔道、ブラジリアン柔術を経験し、高校ではレスリング部に所属した。16歳の時に父親の虐待から逃れるために家出をし、しばらく公園で生活した後にごみ屋敷に住む白人男性に引き取られた。
2018年、プロ総合格闘技デビュー。ROC等の王座を獲得し、7勝1敗の戦績を残した。
2020年8月11日、Dana White's Contender Series 28でダスティン・シュトルツフスと対戦し、テイクダウンを奪われた際に右肘を脱却し1RTKO負け。
2022年7月26日、Dana White's Contender Series 47でオスマン・ディアスと対戦し、カウンターの左フックでダウンを奪いパウンドで2RTKO勝ちを収め、UFCとの契約権を獲得した。

### UFC
2022年9月17日、UFC初参戦となったUFC Fight Night: Sandhagen vs. Songでアレン・アメドフスキと対戦し、右ストレートでダウンを奪いパウンドで1RTKO勝ち。パフォーマンス・オブ・ザ・ナイトを受賞した。
2023年10月7日、UFC Fight Night: Dawson vs. Greenでアブドゥル・ラザク・アルハッサンと対戦し、肩固めで2R一本勝ち。パフォーマンス・オブ・ザ・ナイトを受賞した。
2024年2月10日、UFC Fight Night: Hermansson vs. Pyferでミドル級ランキング11位のジャック・ハーマンソンと対戦し、0-3の5R判定負け。
2024年6月22日、UFC 303でマルク＝アンドレ・バリオーと対戦し、右フックでダウンを奪い追撃の右アッパーで1RKO勝ち。パフォーマンス・オブ・ザ・ナイトを受賞した。

## 戦績
| 総合格闘技 戦績 | 総合格闘技 戦績 | 総合格闘技 戦績 | 総合格闘技 戦績 | 総合格闘技 戦績 | 総合格闘技 戦績 | 総合格闘技 戦績 |
| --------------- | --------------- | --------------- | --------------- | --------------- | --------------- | --------------- |
| 17 試合         | (T)KO           | 一本            | 判定            | その他          | 引き分け        | 無効試合        |
| 14 勝           | 9               | 3               | 2               | 0               | 0               | 0               |
| 3 敗            | 1               | 1               | 1               | 0               | 0               | 0               |

| 勝敗 | 対戦相手                         | 試合結果                             | 大会名                                                  | 開催年月日     |
|      | アブス・マゴメドフ               |                                      | UFC 320: Ankalaev vs. Pereira 2                         | 2025年10月4日  |
| ○    | ケルヴィン・ガステラム           | 5分3R終了 判定3-0                    | UFC 316: Dvalishvili vs. O'Malley 2                     | 2025年6月7日   |
| ○    | マルク＝アンドレ・バリオー       | 1R 1:25 KO（右フック→パウンド）      | UFC 303: Pereira vs. Procházka 2                        | 2024年6月29日  |
| ×    | ジャック・ハーマンソン           | 5分5R終了 判定0-3                    | UFC Fight Night: Hermansson vs. Pyfer                   | 2024年2月10日  |
| ○    | アブドゥル・ラザク・アルハッサン | 2R 2:05 肩固め                       | UFC Fight Night: Dawson vs. Green                       | 2023年10月7日  |
| ○    | ジェラルド・マーシャート         | 1R 3:15 TKO（パウンド）              | UFC 287: Pereira vs. Adesanya 2                         | 2023年4月8日   |
| ○    | アレン・アメドフスキ             | 1R 3:55 TKO（右ストレート→パウンド） | UFC Fight Night: Sandhagen vs. Song                     | 2022年9月17日  |
| ○    | オスマン・ディアス               | 2R 1:39 TKO（左フック→パウンド）     | Dana White's Contender Series 47                        | 2022年7月26日  |
| ○    | オースティン・トロットマン       | 2R 2:55 KO（パンチ）                 | Cage Fury FC 104                                        | 2021年12月17日 |
| ×    | ダスティン・シュトルツフス       | 1R 4:21 TKO（右肘の負傷）            | Dana White's Contender Series 28                        | 2020年8月11日  |
| ○    | チェイス・ギャンブル             | 2R 1:04 TKO（パンチ連打）            | Ring of Combat 71                                       | 2020年2月21日  |
| ×    | ジョノベン・パティ               | 2R 1:00 ギロチンチョーク             | Ring of Combat 70 【ROCミドル級タイトルマッチ】         | 2019年11月23日 |
| ○    | マット・フォスター               | 1R 1:07 TKO（パンチ連打）            | Ring of Combat 69 【ROCミドル級王座決定戦】             | 2019年9月13日  |
| ○    | イライジャ・グボリー             | 2R 1:36 KO（肘打ち）                 | Ring of Combat 68                                       | 2019年5月31日  |
| ○    | エリック・ロンコロニ             | 1R 4:53 リアネイキドチョーク         | Art of War Cage Fighting 11 【AOWCFミドル級王座決定戦】 | 2019年2月16日  |
| ○    | ロレンゾ・ハント                 | 1R 3:47 リアネイキドチョーク         | Art of War Cage Fighting 8                              | 2018年10月5日  |
| ○    | デレク・ウィルソン               | 5分3R終了 判定3-0                    | CES MMA 52                                              | 2018年8月17日  |
| ○    | スティーブン・コヴィントン       | 1R 2:40 TKO（パウンド）              | Art of War Cage Fighting 7                              | 2018年5月18日  |

## 獲得タイトル
- ROCミドル級王座（2019年）
- AOWCFミドル級王座（2019年）

## 表彰
- UFC パフォーマンス・オブ・ザ・ナイト（3回）